# The Girl and the Mail Bag
The Girl and the Mail Bag è un cortometraggio muto del 1915 diretto da Tom Mix.

## Produzione
Il film - girato a Las Vegas, nel Nuovo Messico - fu prodotto dalla Selig Polyscope Company.

## Distribuzione
Distribuito dalla General Film Company, il film - un cortometraggio in una bobina - uscì nelle sale cinematografiche statunitensi il 9 ottobre 1915 dopo essere stato presentato in prima il 5 ottobre.
Non si conoscono copie ancora esistenti della pellicola che viene considerata presumibilmente perduta.